# Рейтингування закладів вищої освіти
Рейтингування закладів вищої освіти — оцінка результатів діяльності закладів вищої освіти із застосуванням рейтингових систем.

## Рейтингування закладів вищої освіти за кордоном
У сучасному глобалізованому світі оцінка університетської освіти здійснюється за визнаними на міжнародному рівні рейтингами, серед яких найвпливовішими є рейтинги «„Таймз“ — вища освіта» (Times Higher Education World University Rankings).
Крім того, користуються популярністю такі світові університетські рейтинги:
- «К'ю-Ес Квакквареллі–Симондз» (QS Quacquarelli Symonds World University Rankings),
- Шанхайський рейтинг (Academic Rankingof World Universities, англійська абревіатура — ARWU).[1][2],
- US News & World Report[3].
- Webometrics Rankingof World Universities
- SCImago Institutions Rankings — рейтингова позиція ВНЗ чи дослідницької установи визначається виключно на основі публікацій у виданнях, що індексуються у базі даних наукового контенту Scopus

За класифікацією «„Таймз“ — вища освіта» технічні університети належать до підгалузі «Інженерія та технології» (Engineering & Technology).
До глобального рейтингу за 2014-15 академічний рік у підгалузі «Інженерія та технології» увійшла чільна сотня провідних навчальних закладів університетського рівня, 20 з яких ми наводимо нижче (максимальна теоретична оцінка вишу становить 100 балів)
- 1. Массачусетський технологічний інститут (США) — 93,6;
- 2. Стенфордський університет (США) — 92,9;
- 3. Каліфорнійський технологічний інститут (США) — 89,9;
- 4. Принстонський університет (США) — 89,3;
- 5. Кембриджський університет (Сполучене Королівство) — 89,2;
- 6. Імперіал-коледж — Лондон (Сполучене Королівство) — 88,3;
- 7. Оксфордський університет (Сполучене Королівство) — 87,9;
- 8. Швейцарський федеральний технологічний інститут — 87,1;
- 9. Каліфорнійський університет — Лос-Анджелес (США) — 86,3;
- 10. Каліфорнійський університет — Берклі (США) — 86,0;
- 11. Джорджійський технологічний інститут (США) — 83,9;
- 12. Лозаннська федеральна політехнічна школа (Швейцарія) — 82,9;
- 13. Сінгапурський національний університет (Сінгапур) — 81,7;
- 14. Техаський університет в Остіні (США) — 81,2;
- 15. Мічиганський університет (США) — 80,6;
- 16. Університет Карнегі–Меллон (США) — 78,1;
- 17. Корнеллський університет (США) — 76,4;
- 18. Іллінойський університет в Урбані-Шампейні (США) — 76,1;
- 19. Делфтський технологічний університет (Нідерланди) — 75,2;
- 20. Північно-західний університет (США) — 75,2.

При цьому підсумки діяльності університетів оцінюють за показниками чотирьох елементів їх суспільної місії : 1. викладання, 2. наукові дослідження, 3. розповсюдження знань, 4. міжнародної співпраці. Для оцінки інженерно-технічного рейтингу ВНЗ ступінь важливості окремих елементів така:
- Викладання: навчальне середовище — 30 %
- Дослідження: обсяг, дохід і репутація — 30 %
- Розповсюдження знань (цитування, вплив) — 27,5 %
- Міжнародна перспектива: співробітники, студенти та наукові дослідження — 7,5 %
- Промисловий дохід: інновації — 5 %.

При цьому жодна установа не може бути включена в загальний світовий University Rankings, якщо ВНЗ не опублікував мінімум 200 наукових робіт в рік протягом п'яти років, які досліджуються. Ця цифра може бути дещо змінена в залежності від обсягу публікацій та конкретної галузі.
Географія розташування і узагальнена рейтингова оцінка технічних університетів світу така:
1. США — 34 (14 + 7 + 8 + 5);
2. Сполучене Королівство — 12 (3 + 1 + 3 + 5);
3. Австралія — 7 (0 + 4 + 2 + 1);
4. Німеччина — 6 (0 + 1 + 4 + 1);
5. Канада — 4 (1 + 1 + 2 + 0);
6. Японія — 4 (1 + 1 + 2 + 0);
7. Гонконг — 4 (1 + 1 + 0 + 2);
8. Нідерланди — 4 (1 + 0 + 1 + 2);
9. Південна Корея — 4 (0 + 3 + 0 + 1);
10. Швеція — 4 (0 + 1 + 0 + 3);
11. Китай — 3 (1 + 1 + 0 + 1);
12. Франція — 3 (0 + 1 + 0 + 2);
13. Швейцарія — 2 (2 + 0 + 0 + 0);
14. Сінгапур — 2 (1 + 1 + 0 + 0);
15. Данія — 1 (0 + 1 + 0 + 0);
16. Бельгія — 1 (0 + 1 + 0 + 0);
17. Тайвань — 1 (0 + 0 + 1 + 0);
18. Російська Федерація — 1 (0 + 0 + 1 + 0);
19. Ізраїль — 1 (0 + 0 + 1 + 0);
20. Італія — 1 (0 + 0 + 0 + 1);
21. Туреччина (0 + 0 + 0 + 1).
За регіонами світу:
1. Північна Америка — 38 (15 + 8 + 10 + 5);
2. Західна Європа — 34 (6 + 6 + 8 + 14);
3. Східна Азія — 16 (3 + 6 + 3 + 4);
4. Австралія та Океанія — 7 (0 + 4 + 2 + 1);
5. Південно-Східна Азія — 2 (1 + 1 + 0 + 0);
6. Близький Схід — 2 (0 + 0 + 1 + 1);
7. Пострадянський простір — 1 (0 + 0 + 1 + 0).
Майже 90 % провідних навчальних закладів інженерно-технологічної підгалузі зосереджені в трьох регіонах світу: Північна Америка, Західна Європа, Східна Азія . Сучасне обличчя інженерно-технологічної освіти вирішальною мірою формують університети саме цих трьох регіонів світу.
Важлива тенденція: провідні інженерно-технологічні навчальні заклади за характером своєї діяльності у більшості випадків вже перетворилися на класичні університети .

### ОцінкиWorld University Rankings
Оцінки World University Rankings вважаються найбільш універсальними, бо до них входять університети всіх профілів. До рейтингу World University Rankings 2015/16 за версією Times Higher Education вперше за історію рейтингу увійшли два українські університети: Київський національний університет ім. Шевченка та Харківський національний університет ім. Каразіна. Обидва університети представлені у категорії позицій від 601 до 800.

## Рейтингування закладів вищої освіти України
Вітчизняна оцінка рейтингу університетів багато в чому аналогічна світовому досвіду. Рейтинг ВНЗ України «200 найкращих вишів України» («Топ 200 Україна») складений співробітниками кафедри ЮНЕСКО «Вища технічна освіта, прикладний системний аналіз та інформатика» при Національному технічному університеті України «Київський політехнічний інститут». При цьому передбачена зовнішня експертиза проекту «Топ 200 Україна», яку здійснюють спеціалісти наглядової ради міжнародної експертної групи з визначення рейтингів університетів (IREG Observatory).
У методиці, запропонованій кафедрою ЮНЕСКО, діяльність вишу визначається з допомогою інтегрованого індексу рейтингової оцінки — Із (80 % «ваги» оцінки ВНЗ). Цей індекс включає три комплексні складові:
Із = Інп + Іян + Імв,
де: Інп — індекси якості науково-педагогічного потенціалу, Іян — індекс якості навчання, Імв — індекс міжнародного визнання.
Усього для формування зазначених індексів використовують 20 індикаторів прямого вимірювання і дві експертні оцінки. Дані про ці індикатори вибирають із кількох незалежних джерел (дані вишів, дані МОН України, дані Комітету з питань державних премій України і премій ім. Т.Шевченка, дані міжнародних асоціацій університетів, дані інших відомств).
У 2010 до комплексного оцінювання діяльності вишів було включено два додаткові параметри:
- експертне оцінювання якості науково-педагогічного потенціалу і якості навчання — 15 %;
- показник інформаційних ресурсів (якість та функціональна повнота вебсайтів університетів) — 5 %.

Консолідований рейтинг закладів вищої освіти складено інформаційним ресурсом «Освіта.ua» на підставі найбільш відомих в Україні рейтингів вишів: «ТОП-200 Україна», «Scopus» і «Вебометрикс». При цьому, як показано вище, «ТОП-200 Україна» оцінюється за допомогою агрегованого показника (інтегрального індексу Із), який формується на підставі індикаторів прямого вимірювання (80 %), експертної оцінки якості підготовки випускників ВНЗ представниками роботодавців та академічного співтовариства (15 %), а також з використанням міжнародних наукометричних і вебметричних даних (5 %).
Рейтинг «Scopus» — результати рейтингу вищих навчальних закладів базуються на показниках бази даних Scopus, що є інструментом для відстеження цитованості наукових статей, які публікуються навчальним закладом або його працівниками у наукових виданнях. У рейтинговій таблиці заклади вищої освіти України ранжовані за індексом Гірша — кількісним показником, що базується на кількості наукових публікацій і кількості цитувань цих публікацій.
Міжнародний рейтинг «Вебометрикс» — враховує кількість проіндексованих пошуковими системами сторінок сайту вишу, зовнішні посилання на нього, цитованість ресурсу, а також кількість завантажених на сайт файлів (іншими словами, змістовну та інформаційну активність сайту навчального закладу).
У консолідованому рейтингу кожному вишу присвоєно бал, що дорівнює сумі його місць у рейтингах «ТОП-200 Україна», «Scopus» і «Вебометрик».
В 2023 році, за даними рейтингу інформаційного ресурсу «Вступ. Освіта.ua», найпопулярнішими та лідерами в Україні за кількістю заяв від абітурієнтів, які вступають на основі повної загальної середньої освіти, стали два львівські заклади вищої освіти, а саме, перше місце посів — Національний університет «Львівська політехніка», на другій сходинці розташувався Львівський національний університет імені Івана Франка, третє місце посів Київський національний університет імені Тараса Шевченка.